# جو سوليفان (لاعب كرة قاعدة)
جو سوليفان (بالإنجليزية: Joe Sullivan)‏ هو لاعب كرة قاعدة أمريكي، ولد في 6 يناير 1870 في Charlestown, Boston ‏ في الولايات المتحدة، وتوفي بنفس المكان في 2 نوفمبر 1897.

## وصلات خارجية
- جو سوليفان على موقعبيزبول رفرنس.كوم (الدوري الرئيسي) (الإنجليزية)